# 义井乡 (应县)
义井乡，是中华人民共和国山西省朔州市应县下辖的一个乡镇级行政单位。

## 行政区划
义井乡下辖以下地区：
义井村、范店村、大柳树村、南柳会村、北张寨村、西店村、东店村、三门城村、北杨庄村、南沙城村、北沙城村、哑忽庄村、白塘村、大圐圙村、和平村、六福堂村、边耀村、周庄村、柴庄村、北冯庄村、水沟门村、岑嘴村、楼子沟村和于嘴村。